# Луис де Бомон, 1-й граф де Лерин
Луис де Бомон (исп. Luis de Beaumont; 1412 — 28 мая 1462, Мадрид) — граф де Лерин, барон де Гиш, сеньор де Сан-Мартин-де-Ункс, де Кюртон и др. Коннетабль Наварры, участник Столетней войны и гражданской войны в Наварре.

## Биография
Сын Карлоса де Бомона, альфереса (знаменосца) королевства Наварры, из рода Бомонов, побочной ветви правившей в Наварре династии Эврё.
В 1424 году женился на Хуане Наваррской, внебрачной дочери Карла III Благородного. Так как жениху было 12 лет, а невесте 5, брак был консумирован только в 1431 году.
23 августа 1424 года король возвел город Лерин в статус графства, в тот же день Луис получил право наследования поста королевского альфереса, который впоследствии сменил на должность коннетабля.
Участвовал вместе с отцом в коронации Бланки Наваррской и Хуана Арагонского в Памплоне 15 мая 1429 года.

### На службе королю Англии
После смерти своего отца, 29 июня 1432 года принес оммаж королю Англии как капитан-шателен Молеона и губернатор области Суль. Однако 12 февраля 1434 года Генрих VI передал должность шателена Молеона и бальи Лабура Хэмфри Ланкастеру, герцогу Глостеру, графу Пемброку, своему дяде.
Луис де Бомон добился от короля Англии возведения сеньории Гиш в статус баронии (18 августа 1444 года). 18 ноября 1446 года Генрих VI повелел жителям виконтства Суль выплачивать феодальную ренту Жану де Фуа, графу де Кандаль, которому поручил охрану шателении Молеон. В тот же день он приказал Луису де Бомону передать замок Молеон графу де Кандалю. Тот отказался выполнить приказ короля и Генрих, нуждаясь в услугах коннетабля Наварры, сохранил за ним замок, пока казна не возместит ему издержки на постройку башни для защиты крепости и другие расходы, общей суммой 2000 фунтов стерлингов.
Двумя годами позже, в июле 1449 года, граф Гастон IV де Фуа, наместник короля Франции в Гиени, подошел к Молеону во главе шести или семи сотен копий и 10 тысяч пехотинцев и арбалетчиков. Город, лишенный стен и огражденный только рвом, немедленно сдался, но Луис де Бомон заперся в замке, одном из самых крепких в Гиени, и капитулировал только в середине сентября, когда потерял всякую надежду получить помощь. Он добился сохранения жизни и свободы для себя и гарнизона, дав обязательство не поднимать оружия против Франции в течение года. Король Англии расценил это как измену и 13 ноября 1449 года приказал конфисковать и объединить с городом Бордо замок и сеньорию Кюртон. Коннетабль потерял также замок Гиш, шателен которого, Хуан Перес де Дуамариа, будучи осажден графом де Фуа, сдал замок 15 декабря 1449 года. Замок был передан Раймону-Гарсии, сеньору де Лаведан и де Босан, жена которого, Бельгарда де Монтескью, была, через Екатерину де Кюртон, свою мать, близкой родственницей графа де Лерина. Замок Гиш был сдан на условии возвращения графу де Лерину, если тот в течение шести месяцев принесет клятву верности королю Франции.

### Начало гражданской войны в Наварре
Когда в сентябре 1450 года началась война между Карлосом Вианским и его отцом Хуаном Арагонским, граф де Лерин и его брат Хуан де Бомон, рыцарь ордена иоаннитов, приор Наварры и канцлер королевства, встали во главе группировки де Люкс, получившей название «бомонтцев» (beaumonteses), защищавшей дело принца. Им противостояла группировка грамонтцев во главе с маршалом королевства Педро де Наваррой, и его дядей Педро де Перальтой, которые приняли сторону инфанта Арагона.
Грамонтцами (agramonteses) назывались сторонники дома де Грамон. К тому времени уже более ста лет бароны де Люкс и де Грамон и их партии, находившиеся в непримиримой вражде, заливали кровью Наварру, Суль и Лабурдан. В октябре 1451 года произошло решительное сражение между двумя группировками при Айбаре, где Карлос Вианский и бомонтцы были разбиты. Принц Вианский сдался войскам своего отца, а коннетабль Луис де Бомон был взят в плен и выдан своему злейшему врагу Педро де Перальте. Старший сын коннетабля, Луис (II) де Бомон, хотя и был ещё малолетним, принял титул капитана и лейтенанта принца Вианского, собрал остатки бомонтской армии и продолжил войну под умелым руководством дяди, Хуана де Бомона.
Принц Вианский вышел из заключения 22 июня 1453 года, оставив в руках отца заложников, среди которых были Луис де Бомон с сыном Карлосом. Эти заложники получили свободу только в марте или апреле 1460 года, по договору между принцем Вианским и его отцом.
Пока Луис находился в плену, в Памплоне 1 сентября 1456 года умерла его жена. Лишенный владений, которые Хуан Арагонский передал своему внебрачному сыну Альфонсу II, и потерявший должность коннетабля, доставшуюся Педро де Перальте, граф де Лерин в начале августа 1461 года отправился в Кастилию. На встрече с Энрике IV в Оканье он добивался предоставления кастильской помощи, чтобы возобновить войну в Наварре. Находясь в Кастилии, граф де Лерин узнал о смерти принца Вианского в Сарагосе 23 сентября 1461 года, и сам умер в Мадриде 28 мая следующего года.

## Дети
- Луис де Бомон, 2-й граф де Лерин
- Карлос де Бомон, сеньор де Капаррозо, командор ордена Калатравы.
- Энрике де Бомон, архидьякон церкви в Памплоне в 1469.
- Хуан де Бомон, основатель ветвей сеньоров де Арасури и де Эстуньига, виконтов де Мендинуэта.
- Филипп де Бомон, основатель линии сеньоров де Этчалеку и де Сен-Пе д’Ибаррен.
- Тибо де Бомон.
- Жанна де Бомон; муж: (27.05.1457) Жан II (ум. после 29.07.1493), сеньор и барон де Люкс, Остабат, Лантабат и др.,
- Анна де Бомон, воспитательница императора Карла V; замуж не вышла.
- Мадлен де Бомон; муж: Фернандо д’Альва.